# COVID-19 у Львівській області
Коронаві́русна хворо́ба 2019 у Льві́вській о́бласті — розповсюдження пандемії коронавірусу територією Львівської області.
Перший випадок появи коронавірусної хвороби було виявлено на території Львівщини 20 березня 2020 року.
Станом на ранок 19 липня 2021 року у Львівській області виявлено 137834 випадків захворювання, з них 133687 пацієнтів одужало та 3675 померло (2,66%).

## Хронологія

### 2020
20 березня у Львові було виявлено перший випадок захворювання на коронавірус. Інфікованим виявився чоловік, львів'янин 1950 року народження, котрий напередодні повернувся з Німеччини.
23 березня на Львівщині зафіксували другий випадок — захворювання виявили у 51-річної львів'янки, котра нещодавно повернулась з Австрії.
26 березня було виявлено третій випадок, інфікованим виявився 57-річний чоловік з Пустомитівського району, котрий напередодні повернувся з Італії.
28 березня стало відомо про ще два випадки Covid-19 на Львівщині — у 50-річного чоловіка та 16-річного хлопця. У обох пацієнтів був контакт з людиною, у якої до цього підтвердився коронавірус.
30 березня на Львівщині було виявлено шостий випадок захворювання на коронавірус. Крім того, 50-річна львів'янка, у якої діагностували коронавірус 22 березня, одужала (перший підтверджений випадок одужання на Львівщині).
2 квітня коронавірус підтвердили у двох львівських медиків. Один з медиків — це 47-річний лікар-анестезіолог Львівської лікарні швидкої медичної допомоги, який був за кордоном, другий — 54-річний лікар з 5-ї міської поліклініки, який контактував з хворою на Covid-19 пацієнткою.
4 квітня від коронавірусу помер перший пацієнт на території Львова. Померлий пацієнт — 69-річний чоловік. Позитивний тест, який підтвердив у пацієнта коронавірус, медики отримали зранку 5 квітня.
5 квітня коронавірус підтвердили ще у 11 мешканців Львівської області. Число інфікованих досягло 29 осіб (за даними МОЗ — 27). Найбільше хворих виявлено серед мешканців Львова — 19 випадків, Пустомитівського району — 5, Стрийського району — 3, Жовківського району — 2. Серед пацієнтів, в яких діагностували коронавірус, є 14 жінок і 15 чоловіків.
7 квітня на Львівщині зафіксували другу смерть від коронавірусу: 50-річний мешканець села Зимна Вода потрапив у лікарню Львівської залізниці 3 квітня у важкому стані.
8 квітня встановили 14 блокпостів на в'їзді в область. За добу зареєстровано 25 нових випадків інфікування.
9 квітня. В області зареєстровано 82 випадки інфікування (+20 за добу), з них померли 3 пацієнти та 3 одужали.
11 квітня на Львівщині зафіксували п'яту смерть серед пацієнтів, інфікованих коронавірусом: в обласній інфекційній лікарні померла 75-річна жінка. Кількість підтверджених випадків зросла до 96.
15 квітня стало відомо, що від коронавірусу ще 9 квітня помер 56-річний львів'янин. Діагноз встановили вже після смерті за результатами розтину та обстеження трупного матеріалу. До того йому двічі робили ПЛР-тест, проте він двічі показав негативний результат на Covid-19. Сьомою жертвою коронавірусу стала 52-річна львів'янка, у якої була двобічна пневмонія. Спершу жінка лікувалася у 1-й міській лікарні, а 3 квітня, коли прийшов позитивний результат ПЛР-дослідження, її перевели у Львівську обласну інфекційну лікарню.
16 квітня у реанімації Львівської обласної інфекційної лікарні помер 66-річний військовий з підтвердженим захворюванням на коронавірус.
У ніч з 18 на 19 квітня на Львівщині зафіксували ще дві смерті від Covid-19: померли чоловік 1939 року народження та жінка 1960 року народження.
22 квітня у Львові від коронавірусу померла 60-річна медсестра з Центру легеневого здоров'я. Також цього дня діагноз Covid-19 посмертно підтвердився у мешканця Мостиського району, який помер напередодні. Загальне число зареєстрованих випадків становило 282, з них 32 пацієнти одужали та 12 померли.
Увечері 27 квітня у Центрі легеневого здоров'я помер 73-річний мешканець Рудного. Також 27 квітня від коронавірусу помер 70-річний львів'янин, який з двобічною пневмонією лікувався спершу в лікарні швидкої допомоги, а потім — у 8-ій лікарні. Діагноз підтвердився посмертно 29 квітня.
Графіки за березень-травень

### Травень
Станом на ранок 1 травня 2020 року у Львівській області виявлено 454 випадків захворювання, з них 87 пацієнтів одужало та 14 померло.
У неділю, 3 травня, у Львові стало відомо про ще одну підтверджену смерть від коронавірусу. 60-річний львів'янин помер ще 28 квітня у відділенні кардіохірургії Львівської обласної клінічної лікарні, куди був госпіталізований з підозрою на аневризму аорти.
Вранці 4 травня у Львівській обласній інфекційній лікарні померла 87-річна львів'янка з підтвердженим діагнозом Covid-19, яку госпіталізували 28 квітня з двобічною пневмонією. Також 4 травня у Львівському обласному госпіталі ветеранів війн та репресованих імені Юрія Липи у Винниках помер 61-річний мешканець Миколаївського району з підозрою на коронавірус. 6 травня діагноз підтвердився посмертно.
6 травня у Львівській області зафіксовано найбільшу кількість нових інфікованих із початку пандемії — 39 осіб. Проте згодом ця кількість неодноразово збільшувалася.
7 травня в реанімації госпіталю у Винниках помер 61-річний мешканець Червонограда, якому діагноз коронавірус поставили 3 травня.
10 травня зафіксували ще дві смерті від коронавірусу: 67-річний чоловік з Яворівського району помер у госпіталі у Винниках, а 75-річний мешканець Стрийського району помер напередодні, 9 травня, в обласній інфекційній лікарні. Також 10 травня у винниківському госпіталі від ускладнень, спричинених Covid-19, помер 85-річний мешканець села Давидів.
11 травня у Львові підтвердили ще одну смерть від коронавірусу. 61-річний львів'янин помер ще 9 травня, але патологоанатоми повідомили про це лише ввечері 11 травня, хоча діагноз Covid-19 підтвердився ще 8 травня. Також 11 травня в обласній інфекційній лікарні від ускладень, спричинених коронавірусною інфекцією, помер 80-річний львів'янин.
Увечері 13 травня у госпіталі у Винниках померла 59-річна мешканка Новояворівська.
17 травня у себе вдома померла 73-річна жінка з Турки з підтвердженим захворюванням на коронавірус. Цього ж дня діагноз коронавірус підтвердився у 62-річного львів'янина, який помер 13 травня в обласній інфекційній лікарні, та у 66-річного чоловіка з Старого Самбора, що помер 14 травня.
19 травня підтвердилися посмертно ще два діагнози Covid-19: 81-річна мешканка Сокаля померла ще 5 травня у Сокальській центральній районній лікарні, а 10 травня у Львівському обласному госпіталі ветеранів воєн і репресованих ім. Юрія Липи померла 62-річна мешканка Перемишлянського району.
21 травня в госпіталі у Винниках помер 66-річний чоловік з Жовківського району.
30 травня повідомлено про захворювання окремих гравців та персоналу футбольного клубу «Карпати», через що скасовано проведення домашнього матчу 24 туру Чемпіонату України з «Маріуполем», який мав відбутися 31 травня, в рамках поновлення чемпіонату після суворого карантину на території України.

### Червень-серпень
14 червня у Львівській області зафіксовано найбільшу кількість нових інфікованих із початку пандемії — 139 осіб. Збільшення кількості випадків інфікування різко зросло в Україні із 12 червня. До цього було в межах 300—500 щоденно, 13 червня був встановлений черговий антирекорд в 753 особи.
З 15 по 21 червня коронавірус діагностували у 1047 осіб, усього — у майже 4 тисяч, що є третім показником по Україні після Києва та Чернівецької області. Щодня фіксували понад 100 нових випадків зараження — найбільші показники серед усіх областей, а за 21 червня — рекордні 200. Летальних випадків від ускладнень коронавірусу підтвердилося 19, вилікувалися — 42 людини.
22 червня у Львові та області було продовжено карантин щонайменше до 30 червня. За 22 червня було виявлено рекордну кількість нових випадків — 240. Львівська область вийшла на перше місце серед усіх регіонів України за кількістю активних випадків.
За тиждень з 22 по 28 червня коронавірус діагностували у ще понад 1300 людей, 29 осіб померло, а 67 вилікувалися.
З 29 червня по 5 липня коронавірус на Львівщині діагностували у 1009 людей, що майже на 300 людей менше, ніж попереднього тижня. Усього в області підтверджено 6301 випадків захворювання, що стало найбільшим показником по Україні. Підтвердили 21 летальний випадок від ускладнень Covid-19 (усього 164), проте частина пацієнтів померла раніше, а діагноз поставили вже посмертно. Вилікувалися 224 людини, раніше за тиждень в області одужували максимум 108 людей.
З 17 липня у Львові послаблено карантин, відкрито музеї та кінотеатри з дотриманням певних обмежень.
31 липня у Львові було закрито два дитсадки через виявлення вірусу серед персоналу, заклади закрили до 11 та 16 серпня.
9 серпня у Львові було зафіксовано спалах вірусу після весілля, де було 130 людей. Також з 10 серпня Польське консульство у Львові через епідеміологічну ситуацію припинило прийом візових анкет.
20 серпня У Львові виявлено вірус у посадовців та депутатів міськради, сесію міськради було перенесено.
З 17 серпня по всій Львівській області оголосили помаранчевий рівень епідемічної безпеки, а в Самборі — червоний.
Графіки за червень-серпень

### Вересень-грудень
На Львівщині з 7 вересня помаранчевий рівень епідемічної небезпеки встановили у Львові, Дрогобичі, Самборі, Городоцькому, Жовківському, Миколаївському, Пустомитівському та Перемишлянському районах. Турківський та Старосамбірський райони, Червоноград, Новий Розділ і Трускавець перебувають у «зеленій» зоні. На решті території області встановили жовтий рівень епіднебезпеки. З 14 вересня червоний рівень епідемічної небезпеки встановили у Пустомитівському і Перемишлянському районах.
24 вересня мер Львова Андрій Садовий заявив, що місцевий бюджет недоотримав понад 400 млн грн через пандемію, а на боротьбу з вірусом з бюджету було виділено 220 млн грн.
29 листопада у Львівській області через відсутність електроенергії померли двоє пацієнтів на апаратах ШВЛ.
Графіки за вересень-грудень

### 2021
9 січня в області почався посилений карантин, цього ж дня було зафіксовано десятки порушень. З 15 березня всі школи Львова було переведено на дистанційне навчання. 
22 березня локдаун у Львові було подовжено до 4 квітня, а з 25 березня область переведено до "червоної" зони карантину
8 квітня локаун було продовжено. 13 квітня місцева влада заявила, що не планує послаблювати карантин. 16 квітня каратнин було продовжено до 4 травня, при цьому було оголошено, що учні 1-2 класів повернуться до навчання у класах.  
Графіки за січень-березень
18 серпня карантин у Львові було продовжено до 1 жовтня, на території Львівської МТГ продовжено дію зеленого рівня епідемічної небезпеки.

## Запобіжні заходи
З 12 березня на Львівщині закрилися на карантин: школи, дитячі садки, вищі навчальні заклади, театри та кінотеатри.
З 17 березня на Львівщині розширили карантинні заходи. Було зачинено: торгівельні центри, заклади сфери послуг та заклади громадського харчування.
Рішенням міської комісії ТЕБ і НС від 3 квітня у Львові дозволено працювати деяким підприємствам сфери обслуговування, таким як майстерні з шиномонтажу, хімчистки, пральні, магазини автозапчастин та запчастин для сільськогосподарської техніки. Натомість заборонено функціонування фотосалонів, магазинів з канцелярським приладдям та магазинів побутової техніки (їм дозволено функціонувати лише в режимі доставки товару безпосередньо до домівки замовника).
22 червня комісія дозволила послаблення щодо відновлення в області пасажирських автобусних та залізничних перевезень.
З 7 липня обласна комісія ТЕБ і НС дозволила роботу готелів, закладів громадського харчування, спортзалів і фітнес-центрів, а також проведення масових релігійних заходів. 8 липня у Львові скасували обмеження на кількість відвідувачів у ресторанах і спортзалах, а в громадському транспорті міста відновили пільговий проїзд.

## Народні методи лікування
Дослідники з Інституту молекулярної вірусології Медичного центру Університету Ульма заявили, що сік або чай чорноплідної горобини найбільш ефективно пригнічує активність вірусу в людському організмі - до 97 відсотків.